# Ospedale vecchio di San Giovanni di Dio
San Giovanni di Dio è un antico ospedale con chiesa nel centro di Firenze, in Borgo Ognissanti. Oggi la struttura ospedaliera si è spostata in zona Torregalli, il Nuovo Ospedale di San Giovanni di Dio, e il vecchio edificio, compresa la parte monumentale, è in attesa di una ristrutturazione per un nuovo utilizzo, probabilmente come sede per un assessorato del Comune di Firenze.

## Storia e descrizione

### Le origini
Nel 1382 Simone di Piero Vespucci, della ricca e influente famiglia della zona, della quale faceva parte anche l'esploratore Amerigo, fondò un ospedale dedicato a Santa Maria dell'Umiltà, dedicazione che rispecchia la devozione del Vespucci e della sua nobile famiglia, nei confronti di una Madonna molto cara ai fiorentini, quella appunto dell'umiltà o della misericordia. Nel 1387 Simone viene ascritto al numero maggiore degli esponenti dell'influente confraternita di Santa Maria della Misericordia. Col testamento del 12 luglio 1400, Simone Vespucci affida la conduzione dello spedale alla confraternita di Santa Maria del Bigallo, alla condizione che la denominazione di tale edificio dovesse attenersi nel tempo in siffatto modo: Spedale di Santa Maria dell'Umiltà.
Nel 1425 per volere della famiglia Medici la Compagnia del Bigallo viene accorpata d'ufficio con quella di Santa Maria della Misericordia.

### I frati di San Giovanni di Dio
Il 4 febbraio 1587 il granduca Ferdinando I accordò l'utilizzo dei locali alla congregazione agostiniana dell'Ordine Ospedaliero di San Giovanni di Dio (o Fatebenefratelli), seguaci del portoghese Giovanni di Dio, e ad allora risale il nome attuale (ma non della chiesetta che rimase Santa Maria dell'Umiltà).
Nonostante la povertà del luogo e la insalubrità dei locali, i frati iniziarono immediatamente la loro opera assistenziale rivolta ai poveri infermi. Le attività principali erano il soccorso temporaneo, le medicature, le cavature di denti, i salassi, ecc., nei confronti degli abitanti del quartiere, specialmente verso i poveri e i mendicanti di passaggio. Il nome di "Fatebenefratelli" deriva dall'invito all'invito all'elemosina, rivolto ai passanti, ed erano conosciuti anche come "frati della sporta" per via della grande borsa da essi usata nella "cerca" quotidiana secondo l'insegnamento del fondatore.

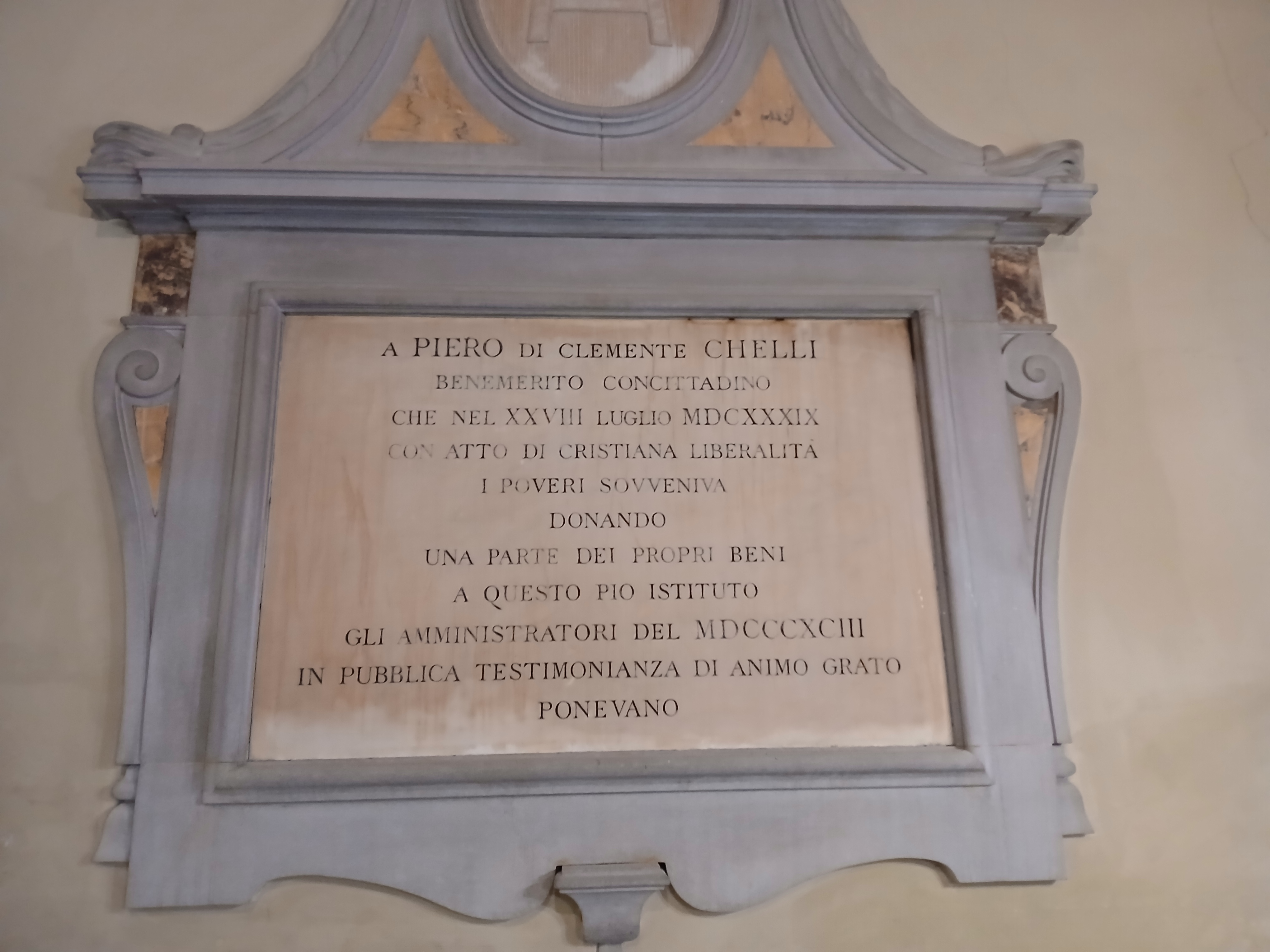
Memoria del benefattore Pietro Clemente Chelli

### Apogeo nel Settecento

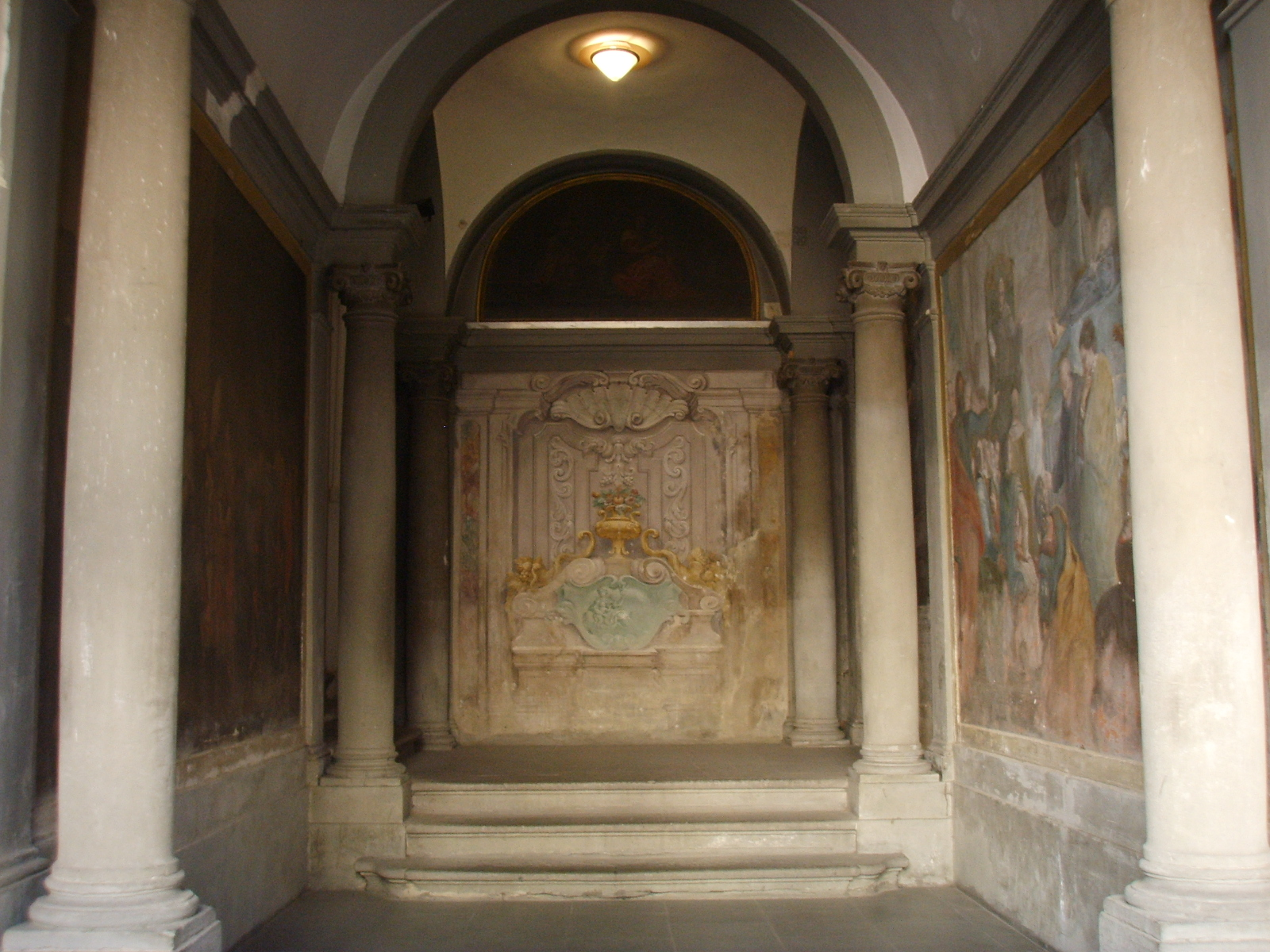
Il vano scale

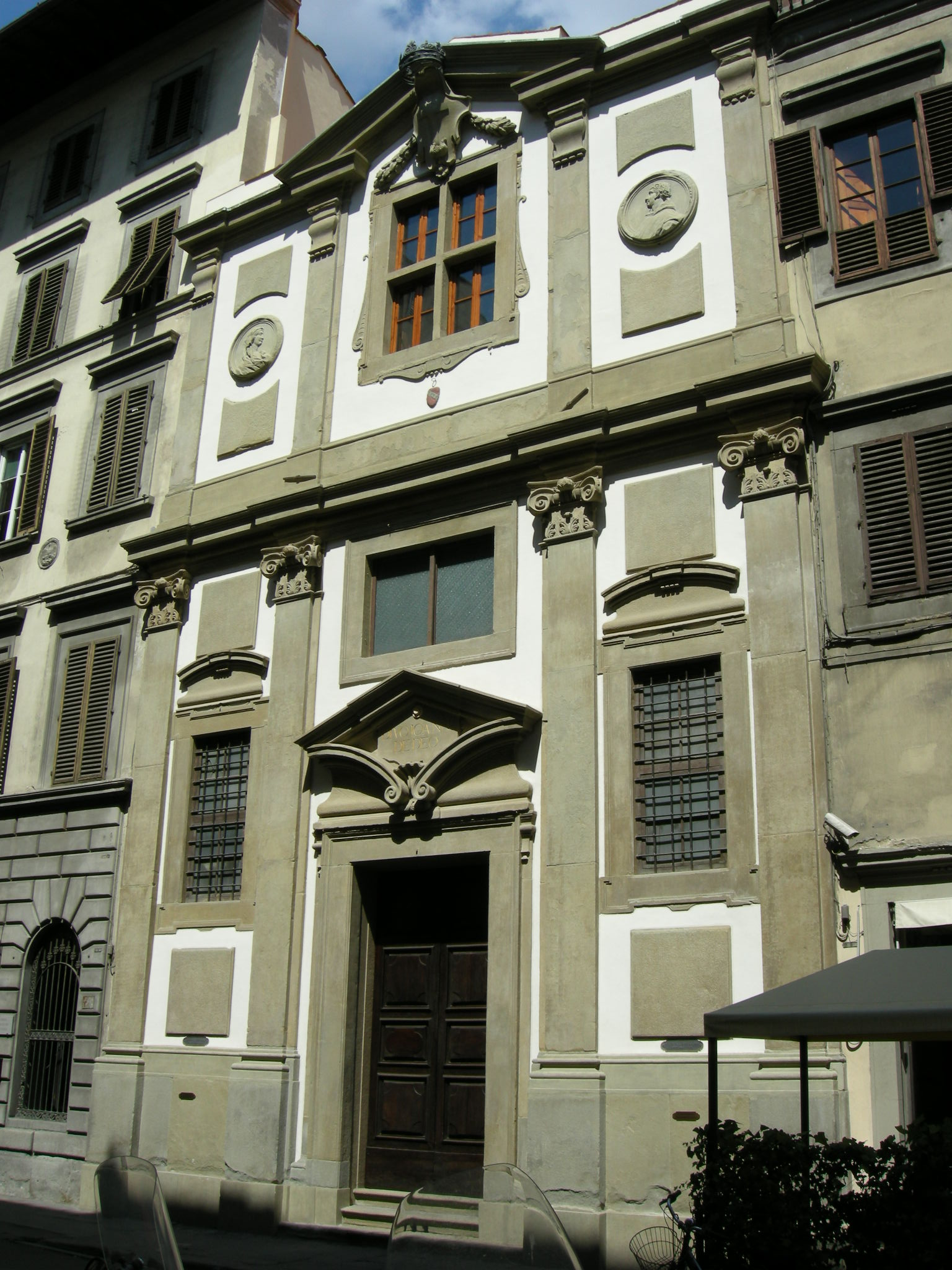
La chiesa (facciata restaurata nel 2008)

Dal 1702 al 1713, grazie ad un sussidio di 800 scudi ricevuto dal granduca a premio dell'instancabile attività assistenziale, fu possibile procedere ai lavori di rinnovazione e decorazione delle strutture ad opera di Carlo Marcellini. Nello stesso periodo infatti era stata anche dichiarata la santità del fondatore dell'ordine, che portò alla salita agli onori dell'ordine dopo ormai due secoli di attività. Furono allora incorporate le case dei Vespucci che erano prossime (tra queste quella dove era nato Amerigo Vespucci nel 1454), conducendo la fabbrica alle attuali dimensioni.
Nel 1735 venne poi inaugurato lo scenografico vestibolo con uno scenografico scalone a doppia rampa con andamento curvilineo e avvolgente: "L'effetto scenografico dell'insieme, ricco di richiami al repertorio barocco e costruito forse su indicazioni della committenza tanto è estraneo alla tradizione tipologica locale, è amplificato dalla presenza sul pianerottolo del gruppo marmoreo di San Giovanni di Dio con l'Arcangelo Gabriele e il povero genuflesso, opera di Girolamo Ticciati del 1737, e, all'inizio delle rampe, delle statue della Fede e della Speranza scolpite da Pompilio Ticciati nel 1771" (Martellacci). Gli affreschi nella volta furono eseguiti da Rinaldo Botti e Vincenzo Meucci con il soggetto legato all'ospedale di Cristo risana gli infermi; i due medaglioni a fresco sulle pareti laterali di Violante Ferroni. Questi lavori furono possibili grazie ai numerosi lasciti che iniziano a pervenire in quel periodo, costituendo un considerevole patrimonio al pari delle altre grandi istituzioni fiorentine.

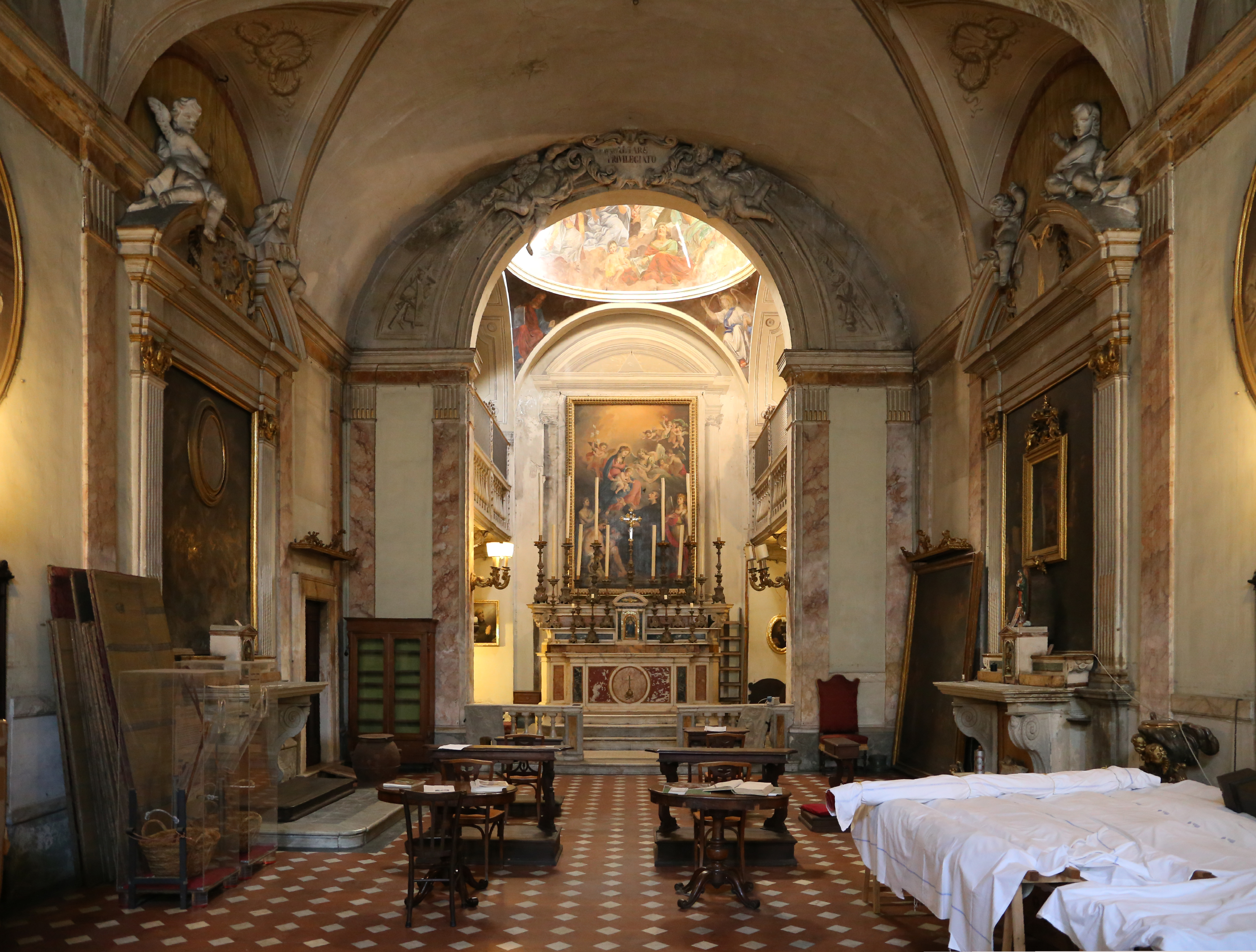
L'interno della chiesa

Anche la chiesa fu riedificata ad opera di Carlo Marcellini, in ambienti fino ad allora usati per l'attività dell'ospedale, in particolare si riutilizzarono le mura perimetrali dell'antica infermeria. La chiesa è a navata unica con quattro altari laterali ornati con putti a stucco. Dalla chiesa primitiva si recuperarono altari e lapidi reinseriti poi nell'arredo settecentesco. Innovativa è la facciata, dove il Marcellini dovette superare non poche difficoltà tecniche per la ristrettezza dello spazio disponibile. Gli stemmi apposti sono dell'ordine ospedaliero e dei Vespucci. La cupola fu affrescata da Alessandro Gherardini prima e dal pittore ungherese tardo-settecentesco, Giuseppe Dorffmeister poi. All'interno è conservata anche una pala di Alessandro Gherardini, rappresentante la Vergine col Bambino e sant'Anna.

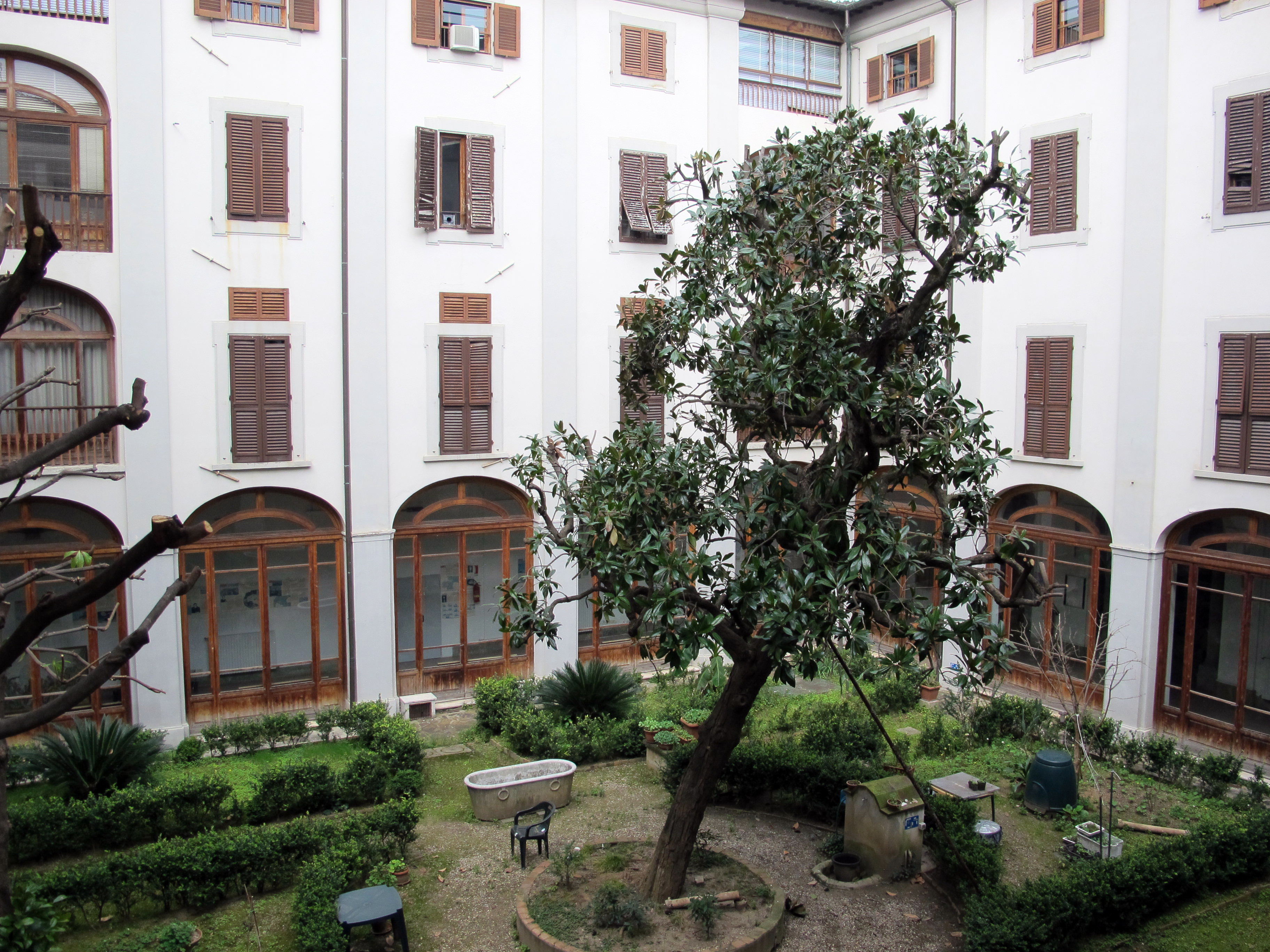
Il cortile della sede storica in Borgo Ognissanti

Sul finire del Settecento lavorano di nuovo all'ospedale l'architetto Per Antonio Tosi e nella seconda metà dell'Ottocento Ignazio Villa. Per quanto riguarda il fronte esterno questo si presenta essenzialmente nelle forme conferitegli dall'intervento di Ignazio Villa che, unificando il corpo di fabbrica con l'ingresso settecento all'ospedale a quello della casa posta d'angolo con via del Porcellana (e soprelevando il tutto di due piani), portò l'insieme a svilupparsi per gli attuali otto assi per cinque piani, con il terreno segnato da un finto bugnato in ossequio ai modelli neorinascimentali allora in voga. Dettagliata la descrizione della fabbrica offerta da Federico Fantozzi che, per quanto riguarda il fronte sulla strada, così annota: "L'esterna facciata, d'ordine ionio, è decorata di pilastri che sostengono una cornice ed un attico coronato da un frontespizio triangolare, di ragionevoli proporzioni e ornativa, ma le tre porte sono per la loro bizzarra e capricciosa composizione un delirio di architettura. La porta di mezzo introduce nella chiesa; quella a levante in alcune stanze che precedono la sagrestia, e la terza a ponente nel convento e spedale. Entrando da quest'ultima si perviene in un vestibolo che ha una scala a doppia rampa che ascende allo spedale e fa corona, per così dire, al portone che mette nel convento".

### Soppressione e proseguimento dell'attività a Torre Galli
Soppressa la corporazione religiosa nel 1808, l'ospedale fu sottoposto a Santa Maria Nuova quindi, dopo la restituzione dei beni al convento, l'istituzione fu eretta a ente morale nel 1857. Nel 1866 fu soppressa la gestione dei frati che aveva perseverato fino ad allora nonostante le numerose ondate di secolarizzazioni a partire dalla fine del Settecento. I religiosi, pur rimanendo all'interno dell'istituzione quali medici e infermieri, dovettero cedere l'amministrazione ad una Commissione Amministratrice e poi ai primi del XX secolo, ad un Consiglio di Amministrazione.
Tra il 1932 e il 1936 (si veda la lapide nell'androne di accesso al chiostro) sono documentati lavori di trasformazione e adeguamento eseguiti su progetto dell'ingegnere F. Bellandi. Nel 1972 furono eseguiti ulteriori lavori di restauro e di ristrutturazione funzionale curati dall'architetto Luigi Caliterna. Nel 1982 i locali dell'antico ospedale divennero di proprietà del comune di Firenze.
Sulla porzione destra della facciata, di fianco all'ingresso più antico segnato con il numero civico 20, è una bella targa sagomata data 1719 che ricorda la munificenza dei Vespucci. In alto sono due pietrini a rotella, uno con le insegne congiunte della Compagnia del Bigallo e dell'Arciconfraternita della Misericordia, l'altro con l'insegna di Parte Guelfa.

### Anni Duemila
Oggi l'attività ospedaliera è continuata nel Nuovo Ospedale di San Giovanni di Dio o Torre Galli dal nome del podere nel quale è sorto, un ospedale generale con oltre 300 posti letto.
L'antico ospedale ha continuato ad espletare alcuni servizi sanitari fino ai primi anni Duemila. Nel 2017 ospitava soltanto alcuni uffici, una biblioteca e un piccolo museo dell'ospedale stesso in corso di allestimento. Gran parte dell'edificio, compresa la chiesa di Santa Maria dell'Umiltà, non sono utilizzati, in attesa di lavori di ristrutturazione e della definizione di un nuovo uso, forse legato al trasloco di un assessorato del Comune di Firenze.
Dalla facciata della chiesa, nel 2015, si è staccato un medaglione settecentesco frantumandosi.

## Bibliografia

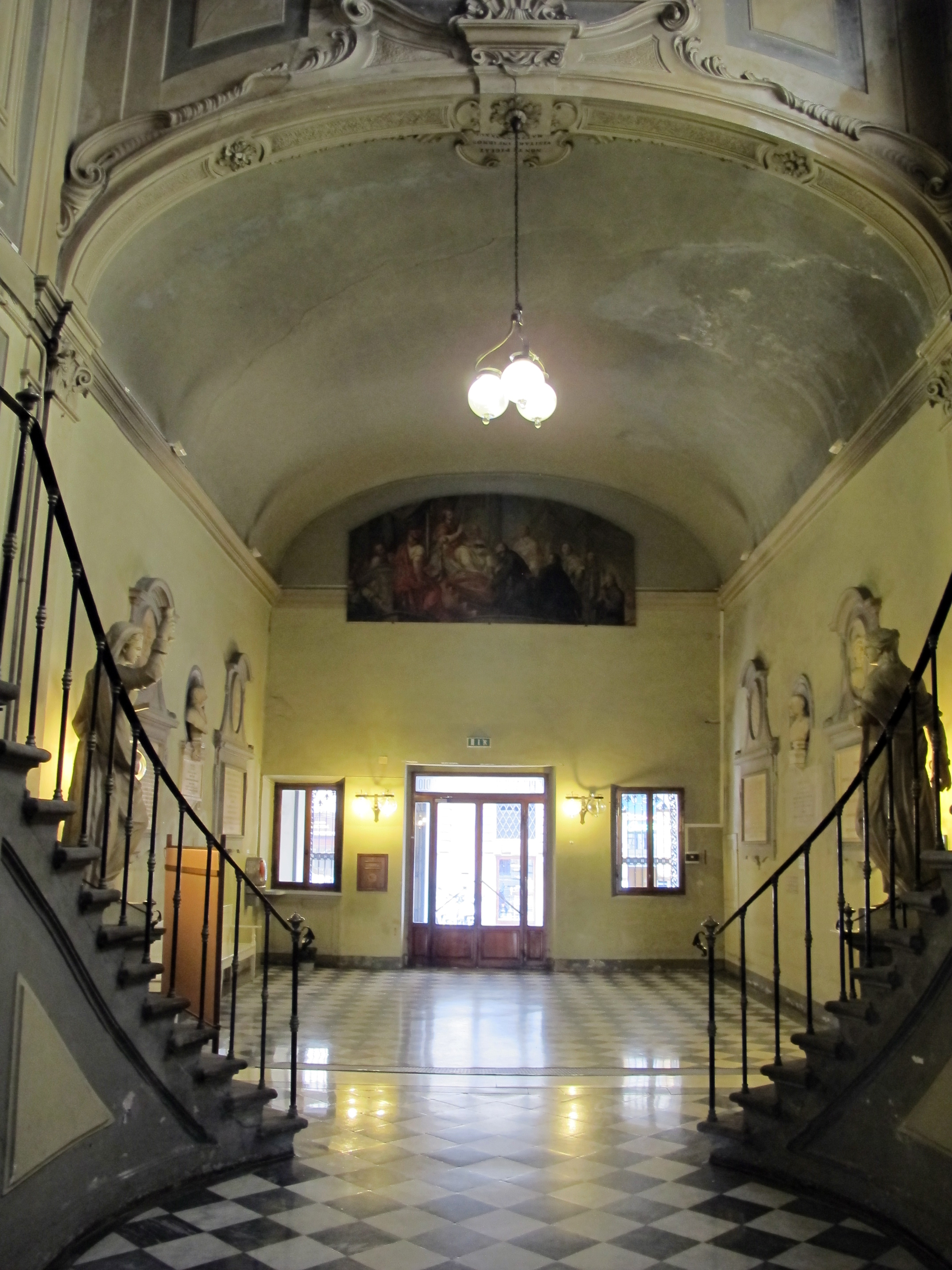
La scalinata verso la controfacciata

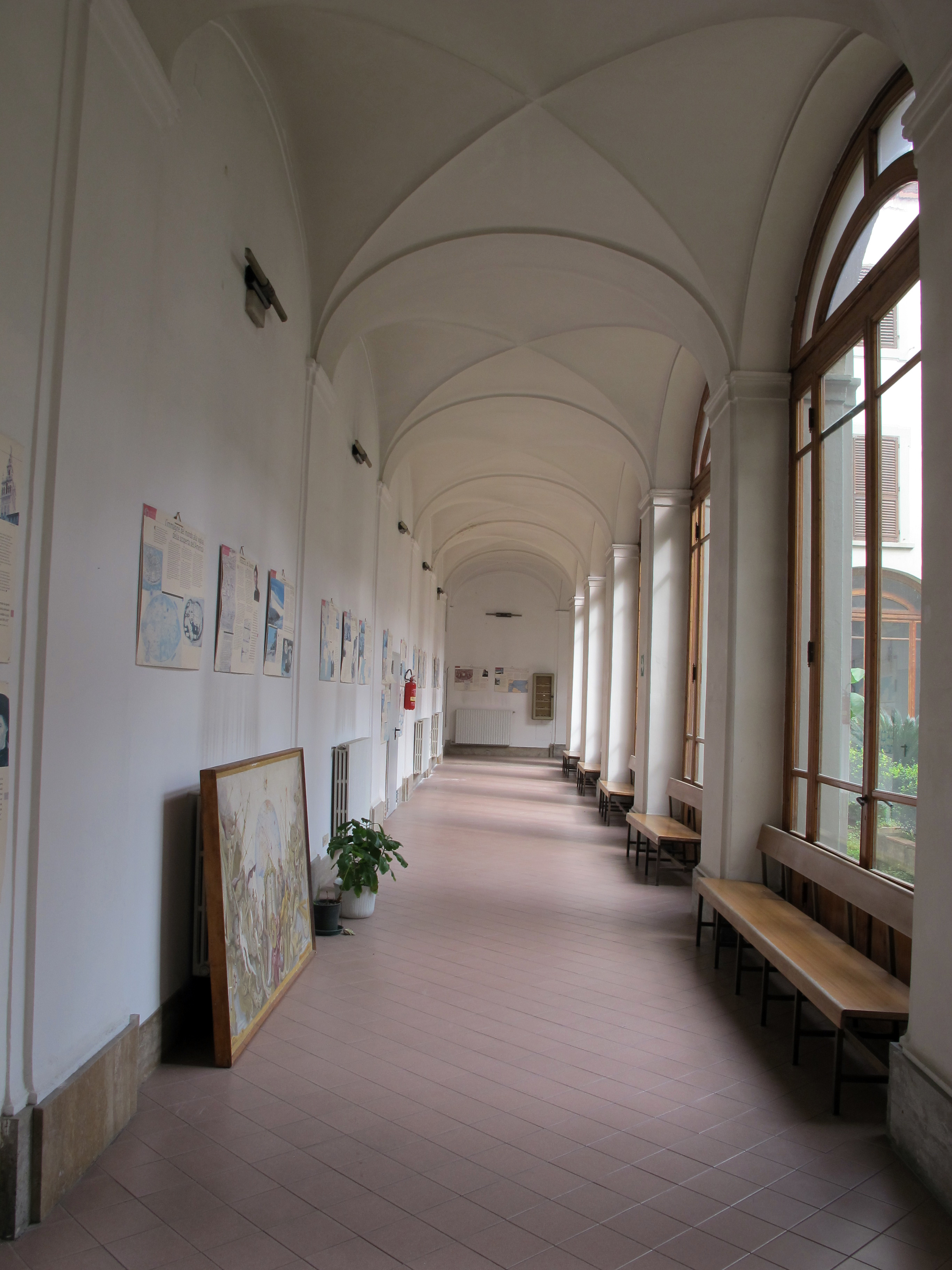
Corridoio del chiostro